# Misión Guaicaipuro
La Misión Guaicaipuro fue lanzada el 12 de octubre de 2003 siendo una de las Misiones Bolivarianas implementada por el presidente de Venezuela Hugo Chávez. El programa es conducido por el Ministerio del Poder Popular para los Pueblos Indígenas. El programa busca restaurar los títulos territoriales y derechos humanos a las numerosas comunidades indígenas de Venezuela, en adición de defender esos derechos contra las especulaciones financieras por la cultura dominante.
El nombre de la misión viene del famoso jefe indígena Guaicaipuro, quien fue el líder instrumental en dirigir la resistencia nativa contra la colonización española en Venezuela.

## Primera etapa
La Misión fue creada originalmente por Decreto Presidencial 3.040 en el año 2004, adscrita al Ministerio del Ambiente y los Recursos Naturales. En 2005 fue adscrita al Ministerio de Participación y Desarrollo Social."
.

## Segunda etapa
El 29 de agosto de 2007 por el Decreto 5.551 obtuvo una reforma parcial y se creó la Comisión Presidencial Misión Guaicaipuro en Gaceta Ordinaria con número 38.758, luego fue adscrita al Ministerio del Poder Popular para los Pueblos Indígenas.